# ブーン郡 (ネブラスカ州)
座標: 北緯41度42分 西経98度04分 / 北緯41.70度 西経98.06度
ブーン郡（英: Boone County）は、アメリカ合衆国のネブラスカ州にある郡。2000年時点の人口は6,259人で、郡庁所在地はアルビオン (Albion)。
ネブラスカ州のナンバープレートで、ブーン郡の車両は最初の数字が23になっている。これは1922年にナンバープレートの制度を確立した際、ブーン郡の車両登録台数が州内の郡のなかで23番目に多かったからである。

## 歴史
ブーン郡は1871年に組織され、探検家のダニエル・ブーンにちなんで名付けられた。

## 地理
アメリカ合衆国国勢調査局によると、この郡は総面積1,780 km2 (687 mi2) である。このうち1,779 km2 (687 mi2)が陸地で、1 km2 (1 mi2) が川や湖などの水地域である。総面積のうちの0.08%が水地域となっている。

### 隣接する郡
- アンテロープ郡（北）
- マディソン郡（北東）
- プラット郡（南東）
- ナンス郡（南）
- グリーリー郡（南西）
- ウィーラー郡（北西）

## 人口動静

2000年国勢調査時の郡の人口ピラミッド

2000年の国勢調査によると、ブーン郡には6,259人、2,454世帯、及び1,700家族が暮らしている。人口密度は4/km2 (9/mi2) で、2/km2 (4/mi2) の平均的な密度に2,733軒の住居が建っている。この郡の人種の構成は白人99.25%、黒人（アフリカ系アメリカ人）0.05%、先住民0.05%、アジア系0.03%、太平洋諸島系0.03%、その他の人種0.30%、及び混血0.29%で、0.89%の人々がヒスパニックまたはラテン系である。郡の住民の54.6%がドイツ系、8.2%がアイルランド系、5.9%がポーランド系、5.3%がノルウェー系、5.1%がスウェーデン系移民の子孫である。
ブーン郡に住む2,454世帯のうち、33.90%は18歳未満の子どもと暮らしており、60.80%は夫婦で生活している。5.50%は未婚の女性が世帯主であり、30.70%は家族以外の住人と同居している。29.10%は独居で、全世帯の16.50%は65歳以上の独居老人世帯である。1世帯あたりの平均人数は2.50人であり、家庭の場合は3.11人である。
郡の住民は29.10%が18歳未満の子どもで、18歳以上24歳以下が5.00%、25歳以上44歳以下が24.20%、45歳以上64歳以下が21.40%、および65歳以上が20.40%となっている。平均年齢は40歳である。女性100人に対して男性は99.10人いて、18歳以上の女性100人に対しては男性は96.40人いる。
郡の世帯ごとの平均収入は31,444米ドルで、家族ごとでは38,226米ドルである。男性の26,779米ドルに対して女性は18,438米ドルの平均的な収入がある。この郡の一人当たりの収入 (per capita income) は15,831米ドルである。総人口の10.40%、家族の8.30%は貧困線以下である。18歳未満の子どもの11.70%及び65歳以上の11.60%は貧困線以下の生活を送っている。

## 都市、村およびその他コミュニティ
- アルビオン (en:Albion, Nebraska)
- シーダー・ラピッズ (en:Cedar Rapids, Nebraska)
- ピーターズバーグ (en:Petersburg, Nebraska)
- プリムローズ (en:Primrose, Nebraska)
- ラウヴィル (en:Raeville, Nebraska)
- セント・エドワード (en:St. Edward, Nebraska)